# Liausson
 Liausson  es una población y comuna francesa, situada en la región de Languedoc-Rosellón, departamento de Hérault, en el distrito de Lodève y cantón de Clermont-l'Hérault.

## Galería

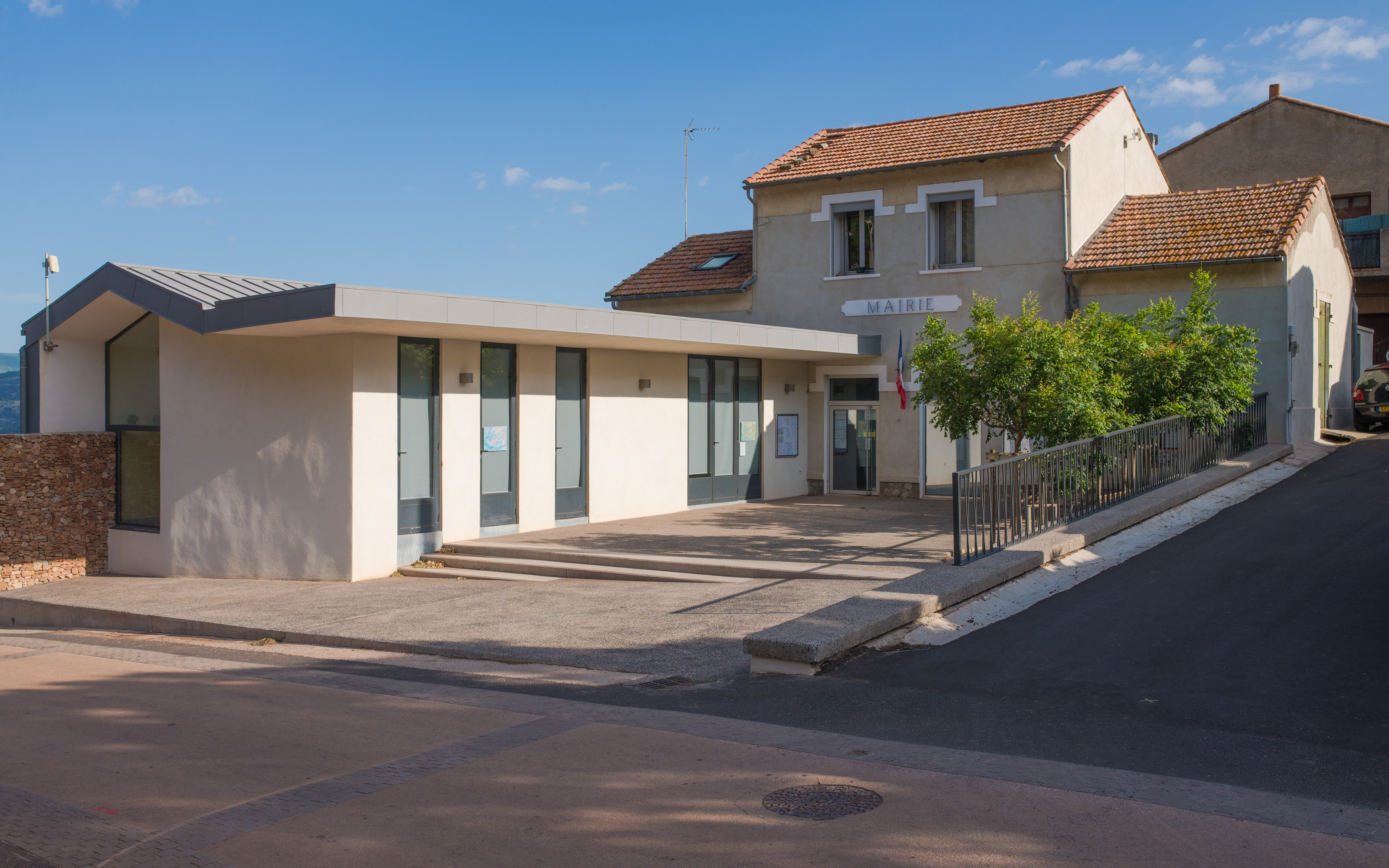
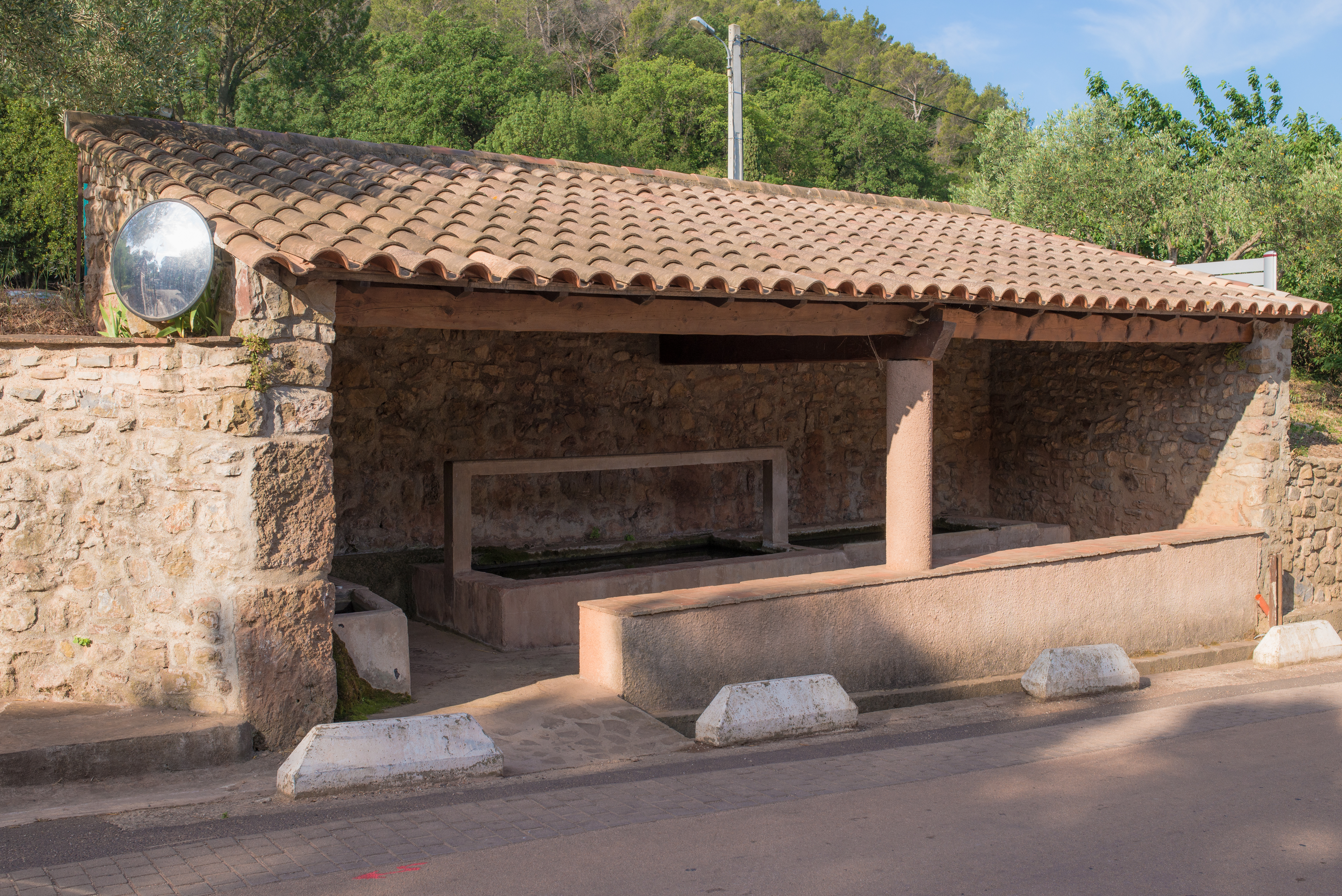
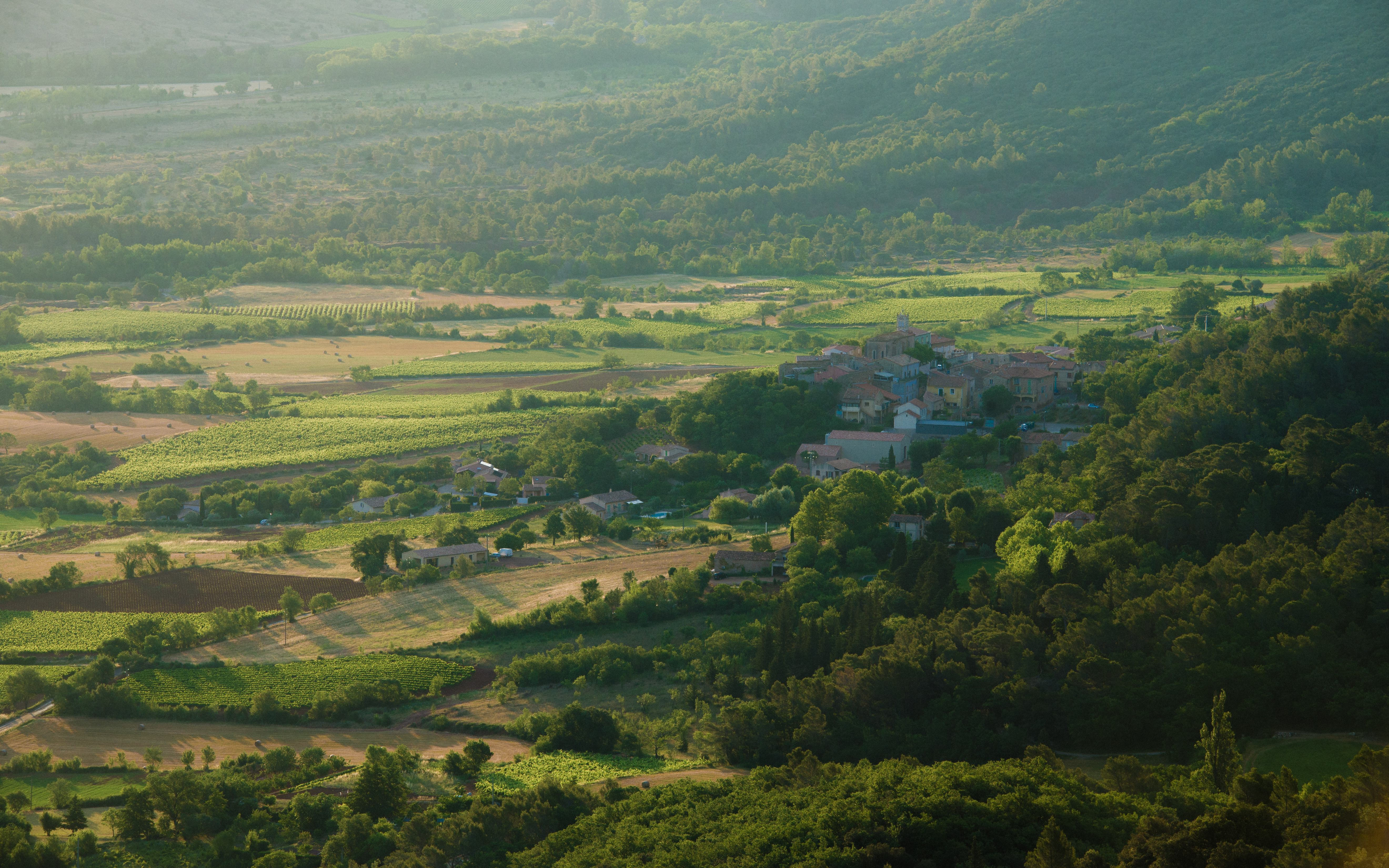
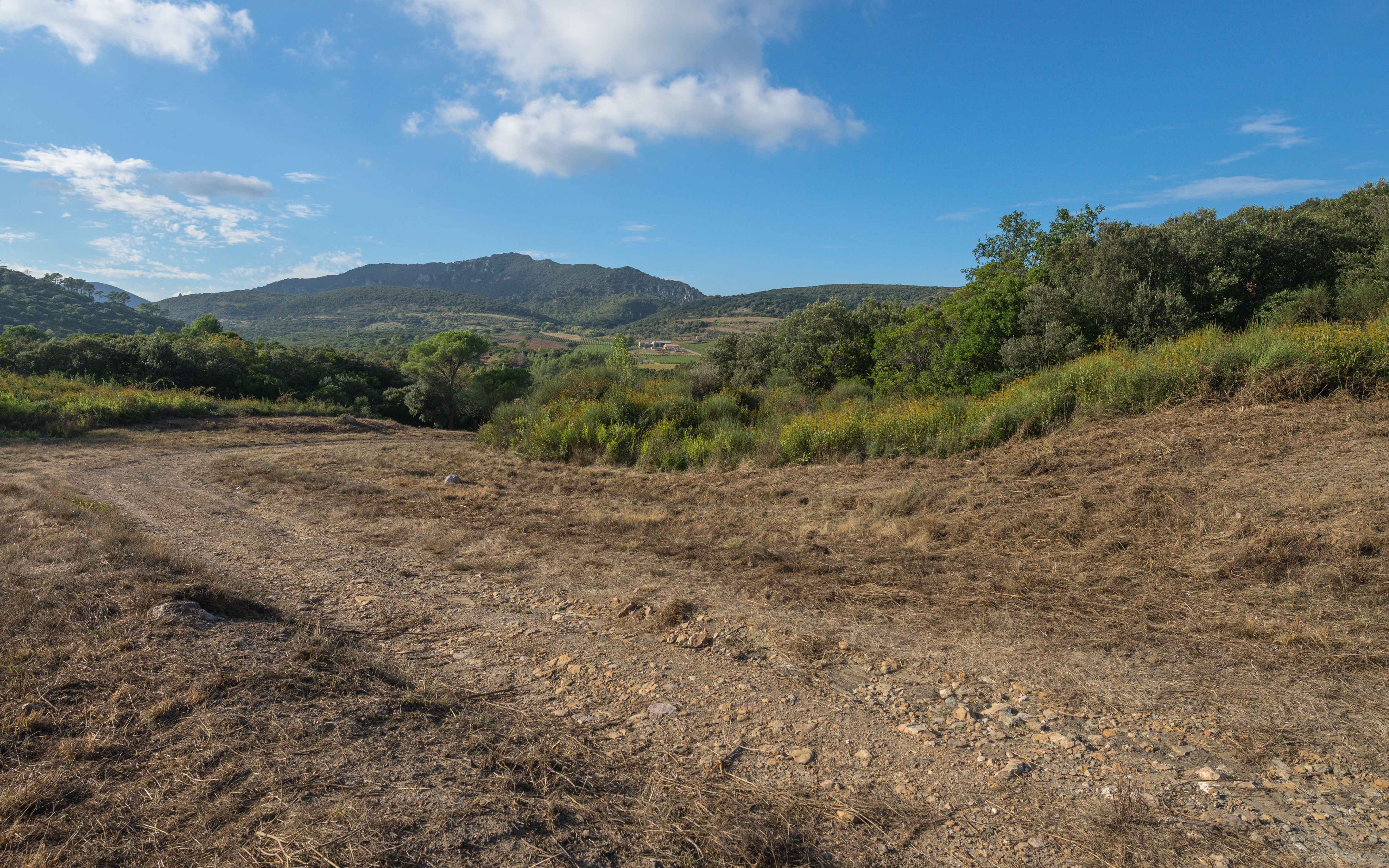

## Demografía
| 112 | 89 | 84 | 99 | 95 | 110 |
| Para los censos de 1962 a 1999 la población legal corresponde a la población sin duplicidades (Fuente: INSEE [Consultar]) |    |    |    |    |     |